# Runenstein von Lärkegapet

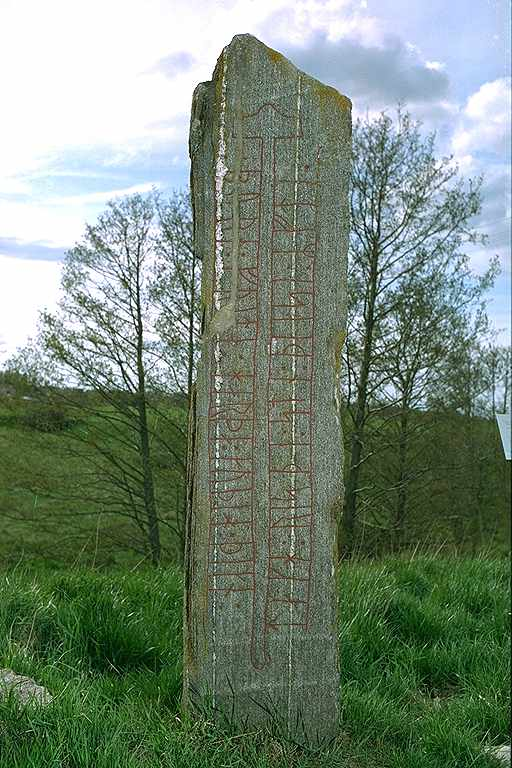
Runenstein von Lärkegapet

Der Runenstein von Lärkegapet (Samnordisk runtextdatabas Vg 113) in Töfta im Kirchspiel Bjärby, östlich von Grästorp in Västergötland in Schweden, ist etwa 2,5 m hoch. Wo der Runenstein aus Gneis ursprünglich stand, ist unbekannt. Er diente lange als Steinplattenbrücke über einen Bach.
Die Inschrift im RAK-Stil besteht aus zwei vertikalen Bändern, wobei die beiden inneren Rahmenlinien einen Thorshammer bilden. Wegen der Länge des Textes hat der Hammer mit dem oben liegenden Kopf einen sehr langen Schaft. Er wird in die Endwikingerzeit (um 980–1015 n. Chr.) datiert. 

## Inschrift
Der Text lautet:
„takh : risþi : stn : þaisi : ʀfti : burn : frita : harþa : kuþih : þikn :“
Dagr setzte dieser Stein nach Björn, seinem Freund, ein sehr guter Gefolgsmann (Thegn – þikn oder Þegn).
Der Name Dagr, ein altnordischer Begriff, der „Tag“ bedeutet, ist auch auf Vg 101 in Bragnum etwa drei Kilometer westlich, und auf Ög 43 in Ingelstad zu finden.

## Andere Thorsteine

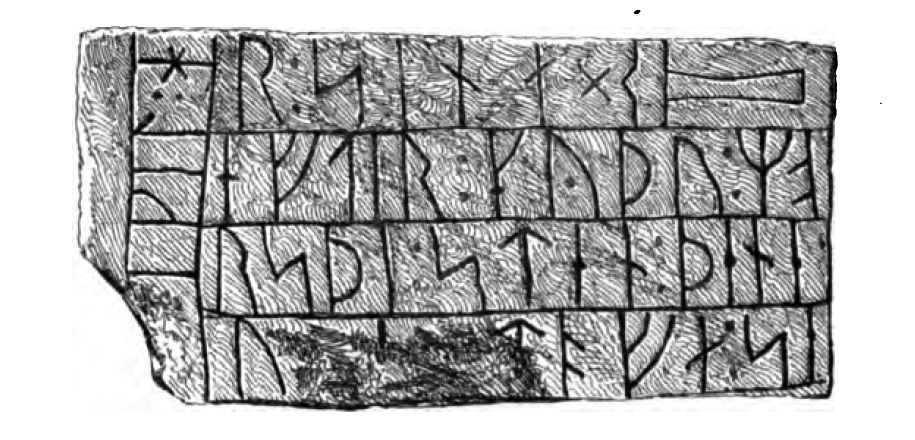
Thorhammer im Text – oben rechts – auf Hanningstenen DR 48

Andere Runensteine oder Inschriften mit der Darstellung von Thorhammern sind die Runensteine U 1161 in Altuna (mit einer bildsteinhaften Darstellung von Thors Fischzug), Sö 86 in Åby, Sö 111 in Stenkvista, Sö 140 von Jursta, Öl 1 in Karlevi, sowie DR 331 heute in Lund (alle in Schweden) und DR 26, DR 48 und DR 120 in Spentrup (in Dänemark, wo bildliche Darstellungen im Gegensatz zu Schweden seltener sind).
In der Nähe stehen die Runensteine Vg 114 und Vg 115 und der Runenstein von Sal.